# あるぷす大将
『あるぷす大将』（あるぷすたいしょう）は、吉川英治の長編小説、およびそれを原作とする映画と3本のテレビドラマである。
小説は、浜帆一の筆名で雑誌『日の出』に1933年8月号から1934年6月号まで連載された。単行本は改造社から1934年12月に刊行された。

## 映画
P.C.L.映画製作所（現在の東宝）制作。1934年11月15日公開。90分。モノクロ作品。
東京に出た主人公たちが、渋谷駅前で忠犬ハチ公とその銅像とに出会うシーンがある。

### キャスト
- 陽洋先生：丸山定夫
- 於菟・アルプス大将：伊東薫
- 園愛子：千葉早智子
- 江川禮造：佐伯秀男
- 医者：大川平八郎
- 園銀子・バクダン夫人：竹久千恵子
- 鶴橋：谷幹一
- 鎌蔵：大友純
- 村長：森野鍛冶哉
- 山本：東屋三郎
- 大村千吉
- 特別出演：玉野小花（ポリドール専属）

### スタッフ
- 監督：山本嘉次郎
- 脚本：松崎啓次
- 原作：吉川英治
- 撮影：唐沢弘光
- 音楽：紙恭輔
- 美術：北猛夫
- 録音：早川弘二

## テレビドラマ

### 1959年版
1959年10月5日から同年12月28日までKRテレビ（現・TBSテレビ）で放送。全13回。放送時間は毎週月曜 18:15 - 18:45 （日本標準時）。

#### 出演者
- 稲垣靖司
- 湊俊一
- 小松崎玲子
- 森野五郎
- 松村達雄
- 千葉隆三
- 藤波京子
- 沼田鞆史
- 小神野和夫

| KRテレビ 月曜18:15枠                      | KRテレビ 月曜18:15枠                            | KRテレビ 月曜18:15枠 |
| 前番組                                    | 番組名                                          | 次番組               |
| ----------------------------------------- | ----------------------------------------------- | -------------------- |
| 左近右近 （1959年3月9日 - 1959年9月28日） | あるぷす大将 （1959年10月5日 - 1959年12月28日） | まんが大会           |

### 1963年版
1963年6月2日にNHK総合テレビの『こども劇場』枠で放送。唯一の単発版。

#### 出演者
- 居作中一
- 河野秋武
- 松下砂稚子
- 山中由美子
- 関口和正
- 青野平義

#### スタッフ
- 監督：柳下長太郎
- 音楽：平井哲三郎

| NHK総合テレビ こども劇場             | NHK総合テレビ こども劇場      | NHK総合テレビ こども劇場            |
| 前番組                               | 番組名                        | 次番組                              |
| ------------------------------------ | ----------------------------- | ----------------------------------- |
| 悪十兵衛とその息子 （1963年5月26日） | あるぷす大将 （1963年6月2日） | アルタミーラの洞穴 （1963年6月9日） |

### 1964年版
1964年10月28日から1965年1月6日まで東京12チャンネル（現・テレビ東京）で放送。日産自動車の一社提供。放送時間は毎週水曜 19:30 - 20:00 （日本標準時）。

#### 出演者
- 益田喜頓
- 山室公男
- 三原葉子
- 丘寵児

#### スタッフ
- 演出：小野田嘉幹
- 音楽：渡辺宙明

| 東京12チャンネル 水曜19:30枠                 | 東京12チャンネル 水曜19:30枠                   | 東京12チャンネル 水曜19:30枠            |
| 前番組                                       | 番組名                                         | 次番組                                  |
| -------------------------------------------- | ---------------------------------------------- | --------------------------------------- |
| ハロー・CQ （1964年4月15日 - 1964年10月7日） | あるぷす大将 （1964年10月28日 - 1965年1月6日） | 寒い朝 （1965年1月13日 - 1965年4月7日） |